# Neusorge (Lauchhammer)
Neusorge, auch Neue Sorge oder Naw Zorge, ist eine Wüstung im südlichen Brandenburg, nördlich der Ortschaft Grünewalde, heute ein Ortsteil von Lauchhammer. Sie wurde 1930 durch die Braunkohlengrube „Koyne“ der Mitteldeutschen Stahlwerke AG überbaggert.

## Geschichte
In einer Oeder-Karte (um 1600) ist eine unregelmäßig gegen den Wald abgegrenzte Fläche als „Neusorge Feld“ bezeichnet. Ferner ist auf der Sachsenkarte des Hiob Magdeburg von 1566 der Ort „Neue Sorge“ zwischen Mückenberg und Gorden vermerkt. Aus dem Landsteuerregister der Herrschaft Finsterwalde geht hervor:
Bl.16b Naw Zorge:
- 10 Schock Der Richter
- 12 Schock Kuba
- 10 Schock Limpach
- 4 Schock Franze
- 1gr 4d von 4 Dinstpoten im Forberge
- 2 Schock Schilchin
- Summa 38 Schock

Der Ort bestand also aus fünf Personen, die für die Feldarbeit zeichneten, und vier Dienstboten im Vorwerk, unabhängig davon, ob sie alle in dem Ort ständig wohnten oder aus den umliegenden Ortschaften zeitweilig angeworben waren.
Der Zeitpunkt für die Errichtung des Vorwerkes durch Otto von Dieskau († 1553, Ritter auf Finsterwalde, Kaiser Karls V. und Ferdinands I. Statthalter) ist nicht genau bekannt, die Gründung von Neusorge ist anhand der Steuerschätzungen zwischen 1554 und 1557 einzuordnen. Um 1566 dürfte der Ort auf dem Zenit des Schaffens angelangt sein, der Wüstungsprozess dürfte gleich danach eingesetzt haben, denn 1576 war in den Bockwitzer Kirchenvisitationen Neusorge noch enthalten, 1577 aber berichtet diese: „Neue Sorge welche nun meher gar wust und keine Person des Orteß meher wont, sondern, der von Diskaw auf Finsterwalde auß diesem Dorf ein Forberg aufgerichtett“.
Wenn es eine „Neue Sorge“ gab, muss es auch einen Ort mit der Bezeichnung „Sorge“ gegeben haben, das ist bei Ortsnamen immer so gewesen. Während Marschalleck diesen Ort Sorge südlich des Zollhauses vermutete, ist man heute überzeugt, dass das Vorwerk des Otto von Dieskau auf dem schon früher wüst gewordenen und verlassenen Ort „Sorge“ errichtet und nur mit neuem Leben erfüllt wurde. Es war die billigste Investition, ein Feld und ein paar Wohngelegenheiten nebst Brunnen waren schon vorhanden. Außerdem weist die Flurbezeichnung „Die Sorge“ und der Höhenzug „Sorgenberg“ darauf hin, dass zuerst die Menschen da waren, die die Flur nach ihrem Ort bezeichnen konnten, umgekehrt kann es nicht gewesen sein. So liegen Sorge und Neusorge nur zeitlich, nicht aber territorial auseinander.